# 蘇里南矛麗魚
蘇里南矛麗魚，為輻鰭魚綱鱸形目隆頭魚亞目慈鯛科的其中一種，分布於南美洲蘇利南Coppename河及薩拉馬卡河流域，體長可達17.9公分，棲息在河川底中層水域，生活習性不明。

## 擴展閱讀
維基物種上的相關：蘇里南矛麗魚